# Platyptilia locharcha
Platyptilia locharcha là một loài bướm đêm thuộc họ Pterophoridae. Nó được tìm thấy ở Zimbabwe.